# Siesta (Film)
Siesta ist ein Thriller, der 1987 mit Ellen Barkin, Gabriel Byrne, Julian Sands, Isabella Rossellini und Jodie Foster gedreht wurde. Die Regie des US-amerikanischen Films führte Mary Lambert.

## Handlung
Die Amerikanerin Claire wacht am Ende einer Landebahn in Spanien auf. Sie ist blutbeschmiert und kann sich nicht mehr erinnern, was in den Tagen zuvor passiert ist.
In den Rückblenden, die mit fantastischen Szenen und Halluzinationen abwechseln, sieht man, dass sie im Auftrag des Event-Organisators Del einen Sprung in ein Sicherheitsnetz machen sollte. Sie flog nach Spanien, um sich von ihrem Liebhaber Augustine zu verabschieden. Dort nahm sie an einigen Orgien teil, bei denen Marie, Conchita und Nancy sie begleiteten.

## Kritiken
Roger Ebert schrieb in Chicago Sun-Times vom 5. Februar 1988, dass der Film zu anspruchsvoll konzipiert sei, was ihm schließlich zum Verhängnis werde.

## Auszeichnungen
Mary Lambert und der Produzent Gary Kurfirst wurden im Jahr 1988 für den Independent Spirit Award nominiert. Grace Jones und Isabella Rossellini wurden für die Goldene Himbeere nominiert.